# Kaplica Najświętszej Marii Panny i Świętego Józefa w Bytomiu
Kaplica Najświętszej Marii Panny i Świętego Józefa w Bytomiu – kaplica wybudowana w latach 1859–1892 w Bytomiu-Szombierkach, wpisana do rejestru zabytków nieruchomych województwa śląskiego.
Kaplica jest wolno stojąca, orientowana, jednonawowa z sygnaturką oraz w całości otynkowana i murowana z cegły.

## Historia

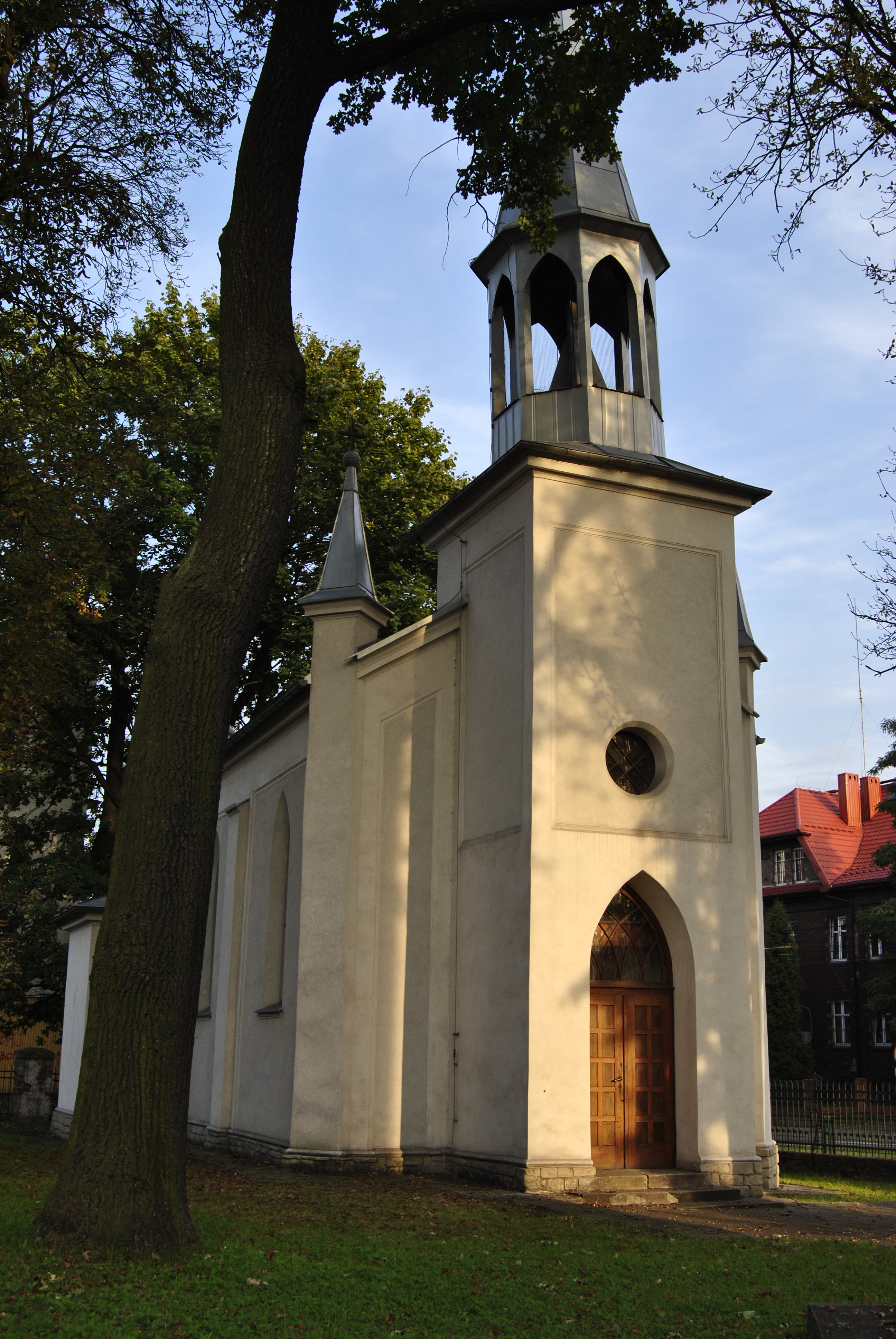
Fasada kaplicy w 2014 roku

Kaplica zbudowana została w latach 1859–1862 w celu podziękowania Bogu za ocalenie przed panującą epidemią cholery. Teren pod budowę przekazał parafii bytomskiej August Cygan, będący zarazem wspólnie z Szymonem Flatzkiem, współinicjatorem przedsięwzięcia. Wykonanie projektu oraz nadzór budowlany zlecono majstrowi murarskiemu, Janowi Kowolikowi z Bytomia. Kaplicę poświęcono 25 października 1863 roku.
Do 1974 roku znajdował się wewnątrz obraz Matki Boskiej Bytomskiej, w którego miejscu obecnie znajduje się kopia a oryginał przechowywany jest w kościele Wniebowzięcia NMP. Przez cały okres istnienia kaplicy była ona trzykrotnie remontowana, ostatnio z remontów miał miejsce w 1991 roku.

## Wyposażenie
Wewnątrz znajduje się empora z organami. Dodatkowo kaplica posiada niewielką, wydzieloną zakrystię. Całość jest nakryta sklepieniem krzyżowym i utrzymana w stylu neogotyku.
Kaplica wyposażona jest w ołtarz z kopią obrazu Matki Boskiej Bytomskiej wykonany w drewnie i polichromowany. Autor nie jest znany.